# Samoa en los Juegos Olímpicos de Seúl 1988
Samoa estuvo representada en los Juegos Olímpicos de Seúl 1988 por once deportistas masculinos que compitieron en cuatro deportes.
El portador de la bandera en la ceremonia de apertura fue el atleta Henry Smith. El equipo olímpico samoano no obtuvo ninguna medalla en estos Juegos.